# Campeonato Sudamericano de Voleibol Femenino de 1964
La  VI edición del Campeonato Sudamericano de Voleibol Femenino fue realizada en 1964, en la ciudad de Buenos Aires, capital de Argentina. Se cree que Brasil no participó en esta edición por cuestiones políticas. En esta edición, la selección peruana femenina de voley se alzó con el título por primera vez

## Campeón
| Perú           |
| Campeón        |
| PERÚ 1º título |

## Clasificación final
| Pos | Equipo    |
| --- | --------- |
| 1   | Perú      |
| 2   | Paraguay  |
| 3   | Argentina |
| 4   | Uruguay   |

| Predecesor: Chile 1962 | Campeonato Sudamericano de Voleibol Femenino VI edición | Sucesor: Brasil 1967 |

- Datos: Q2445716